# FSV Frankfurt
FSV Frankfurt este un club de fotbal din Frankfurt, Germania care evoluează în 2. Bundesliga.

## Lotul actual de jucători
| Nr. |                            | Poziție | Jucător                     |
| --- | -------------------------- | ------- | --------------------------- |
| 1   | Germania                   | P       | Patric Klandt               |
| 3   | Germania                   | F       | Alexander Klitzpera         |
| 4   | Germania                   | F       | Markus Husterer             |
| 5   | Spania                     | F       | Kirian                      |
| 6   | Germania                   | M       | Christian Müller            |
| 7   | Canada                     | M       | Nikolas Ledgerwood          |
| 8   | Bosnia și Herțegovina      | M       | Sead Mehić (captain)        |
| 9   | Argentina                  | A       | Matías Cenci (vice-captain) |
| 10  | Mali                       | M       | Soumaila Coulibaly          |
| 11  | Peru                       | A       | Junior Ross                 |
| 13  | Germania                   | F       | Alexander Voigt             |
| 16  | Statele Unite ale Americii | A       | Matt Taylor                 |
| 17  | Germania                   | F       | Stefan Hickl                |
| 19  | Spania                     | P       | Pablo Álvarez               |

| Nr. |                       | Poziție | Jucător             |
| --- | --------------------- | ------- | ------------------- |
| 20  | Germania              | P       | Florian Stahl       |
| 21  | Croația               | F       | Dajan Šimac         |
| 22  | Grecia                | M       | Alexis Theodosiadis |
| 23  | Gambia                | M       | Pa Saikou Kujabi    |
| 24  | Bosnia și Herțegovina | M       | Benjamin Pintol     |
| 25  | Finlanda              | M       | Pekka Lagerblom     |
| 26  | Maroc                 | M       | Oualid Mokhtari     |
| 27  | Maroc                 | A       | Aziz Bouhaddouz     |
| 29  | Turcia                | M       | Anil Albayrak       |
| 28  | Brazilia              | F       | Gledson             |
| 33  | Mali                  | A       | Bakary Diakité      |
| 34  | Iran                  | A       | Behnam Tayebi       |
| 39  | Muntenegru            | A       | Sanibal Orahovac    |